# Rythme nycthéméral

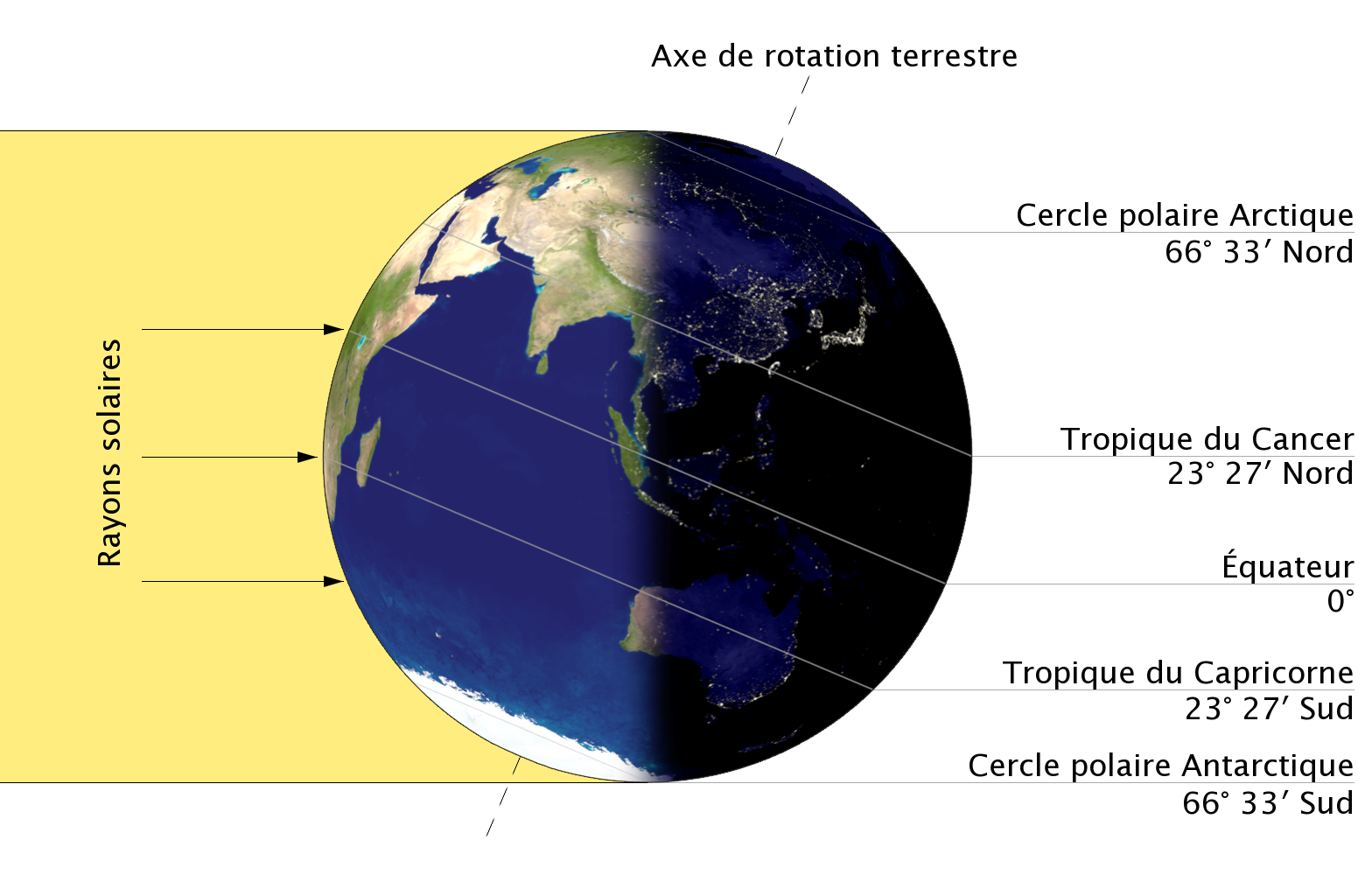

Le nycthémère, ou nyctémère, ou rythme nycthéméral (du grec « nukthêmeron », mot composé à partir de « nux, nuktos », « nuit », et « hêmera », « jour »), est un terme technique utilisé en pharmacie, en physiologie, en médecine, en médecine vétérinaire ou encore en écologie pour désigner une alternance d'un jour et d'une nuit correspondant à un cycle biologique de 24 heures. 
Ce cycle inclut chez la plupart des espèces complexes une période de veille et une période de sommeil, ce qui correspond respectivement à un jour et une nuit pour les espèces diurnes et à l'inverse pour les espèces strictement nocturnes. 
On parle pour les espèces vivantes de rythme nycthéméral et de cycle nycthéméral. Ces cycles sont régulés par les variations rythmiques et naturelles de luminosité (intensité, durée du jour), avec parfois une influence de la température. 
Le rythme nycthéméral ne doit pas être confondu avec le rythme circadien, d'approximativement 24 h, qui est déterminé par des causes endogènes (horloges biologiques). Le rythme circadien peut par exemple concerner des individus isolés du monde extérieur, ou des espèces vivant dans les grandes profondeurs terrestres ou marines.

## Nycthémère et déplacement des espèces

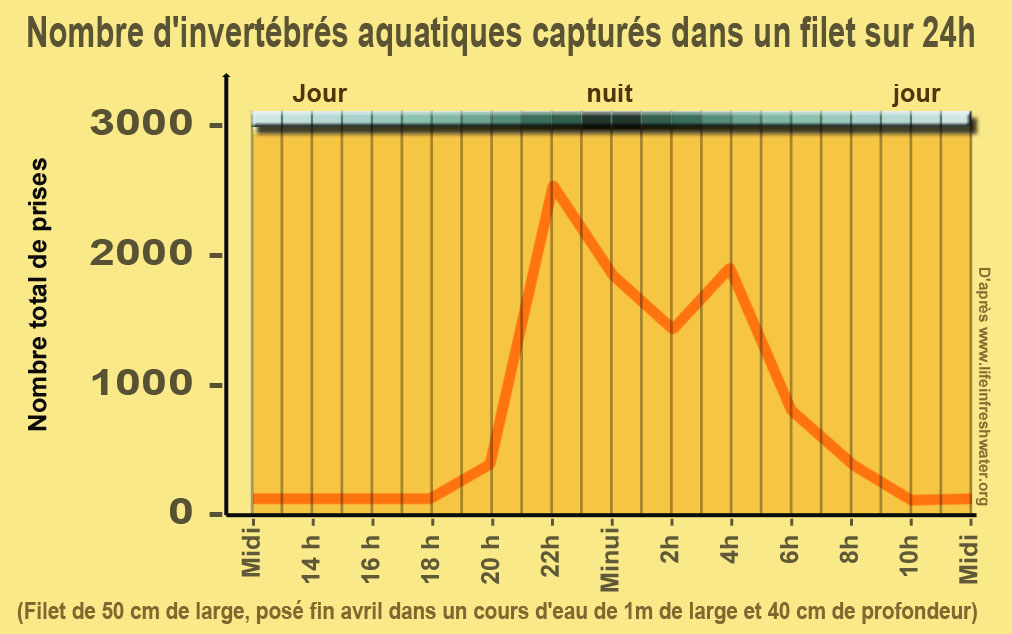
Phénomène dit de dérive des invertébrés aquatiques (« invertebrate drift »).
Dans les systèmes lotiques, de nombreux invertébrés aquatiques se détachent de leur support, ou se laissent volontairement emporter par le courant. Ceci se produit presque toujours au crépuscule, dans les 2 ou 3 heures qui suivent le coucher du soleil et peu avant l’aube. Les poissons et certaines espèces prédatrices semblent également plus actifs à ces périodes. La pollution lumineuse pourrait peut-être perturber ce mécanisme qui semble lié aux variations d'intensité de la lumière perçue par les invertébrés.

On a récemment constaté ou confirmé qu'en milieu aquatique, ce rythme naturel influait fortement sur les petites migrations quotidiennes (déplacement horizontaux et verticaux, appelés migration verticale) et sur l'activité de certaines espèces planctoniques telles que les daphnies, d'autres invertébrés aquatiques et organismes zooplanctoniques, et même des poissons.
Chez les poissons, les rythmes circadiens peuvent aussi varier avec l'âge (alevin, juvénile, adulte), par exemple chez le sandre étudié dans le Rhône.

Chez certaines de ces espèces, une faible luminosité (lumière de la Lune par exemple) suffit à interférer avec ce cycle ; divers invertébrés aquatiques (dytiques par exemple) ont une activité et une mobilité inhibées par la lumière lunaire, d'autant plus que la  pleine lune est proche et que le ciel est dégagé. 

Une hypothèse explicative, encore à prouver, est que pour un grand nombre d'espèces, les déplacements dans le noir total exposeraient visuellement moins les proies à leurs prédateurs, et que dans le noir total, les prédateurs nocturnes sont également moins exposés à leurs super-prédateurs. De plus, le prédateur, s'il a plus de chance de repérer ses proies sous un faible éclairage (lune ou luminaire), a également plus de risques d'être repéré par ces mêmes proies. Ceci à l'exception des animaux adaptés à la chasse en environnement nocturne, tels que par exemple les chauves-souris équipées d'un système d'écholocalisation des proies à l'aide d'ultrasons, certains félins dotés d'une bonne audition et d'une bonne vision nocturne, ou certains serpents chassant à l'odeur et repérant les infrarouges. 
La mélatonine est l'hormone qui semble contrôler l'activité des espèces selon ce rythme.
Certains de ces rythmes de déplacement sont depuis longtemps connus des braconniers, pêcheurs et chasseurs qui les exploitent pour mieux capturer certaines espèces (civelle et anguille par exemple). Ces rythmes de déplacement  pourraient aussi avoir une importance pour la lutte contre certains parasites et pathogènes véhiculés par des invertébrés aquatiques (paludisme, onchocercose, etc.).
Remarque : quelques espèces de myxomycètes ou organismes végétaux (algues munies de flagelles) peuvent aussi se déplacer activement, de jour ou de nuit. La lumière a également une influence sur leur activité.

## Nycthémère et alimentation des espèces
De nombreuses espèces, même considérées comme diurnes (lapin, lièvre, canard colvert, etc.) se nourrissent essentiellement de nuit, y compris sous l'eau. Sous l'eau ce temps de nourrissage correspond aussi au pic de dérive planctonique et des jeunes poissons. 
On a récemment découvert que dans les cours d'eau, la temporalité du comportement de recherche de proies correspond naturellement – chez les prédateurs étudiés – aux périodes de dérives observées chez leurs proies. Une étude (INRA) portant sur la truite a par exemple conclu à de bonnes corrélations entre le rythme d'activité (et de dérive) des invertébrés aquatiques et le rythme d'alimentation de la truite. 
Ainsi la truite se nourrit-elle essentiellement à la tombée de la nuit puis en début de matinée (en ingérant quotidiennement une ration alimentaire correspondant à 6 % de son poids sec).

## Rythmes nycthéméraux et écologie du paysage
L'importance physiologique et écologique de ces rythmes donne aussi une importance nouvelle à la prise en compte de la qualité de l'environnement nocturne dans les réseaux écologiques et pour l'établissement, la protection ou la gestion de corridors biologiques. Ces derniers pour être fonctionnels ne devraient donc pas être exposés à la pollution lumineuse, dans toute la mesure du possible, y compris et notamment pour les « trames bleues » telles que promues en France par le Grenelle de l'environnement en 2007.

## Nycthémère et système hormonal
La mélatonine est une hormone commune dans le monde animal, qui intervient dans la synchronisation du rythme biologique sur la durée jour/nuit qui varie selon les saisons, et la position géographique du sujet concerné (d'autant plus qu'il est proche des pôles et éloigné de l'équateur).
Certaines professions occasionnent ce qu'on appelle des « troubles » du nycthémère notamment le travail de nuit et les travaux en horaires décalés (pilotes d'avion, steward, conducteur de trains, chauffeurs routiers, infirmier, etc.)[réf. nécessaire].